# Товста (річка)
Товста (Товстанка) — річка в Україні, у Городищенському районі Черкаської області. Права притока Вільшанки (басейн Дніпра).

## Опис
Довжина річки 16 км, похил річки — 4,6 м/км. Площа басейну 83,8 км².

## Розташування
Бере початок у селі Зелена Діброва. Тече переважно на північний схід через Товсту і у Воронівці впадає у річку Вільшанку, праву притоку Дніпра.

## Притоки
- Струмок Стадниця - права притока. Протікає через селище Стадниця та село Товста. Довжина - 4,2 км, площа басейну - 9 км², впадає у Товсту за 6 км від її гирла.

- Струмок Юркове - ліва притока. Протікає через селище Юркове та село Товста. Довжина - 5,1 км, площа басейну - 14 км², впадає у Товсту за 10 км від її гирла.